# Campeonato Paulista 1903
El Campeonato de la Liga Paulista de Fútbol de 1903 fue la segunda edición de esta competición entre clubes de fútbol de São Paulo afiliados a la Liga Paulista de Foot-Ball (LPF). Es reconocido oficialmente por la Federación Paulista de Fútbol (FPF) como la segunda edición del Campeonato Paulista de Fútbol.
Disputado entre el 21 de mayo y el 25 de octubre de ese año, contó con la participación de los mismos cinco clubes de la edición de 1902. El campeón fue el São Paulo Athletic, que consiguió su segundo título local.

## Historia
La Liga Paulista de Foot-Ball decidió por primera vez ampliar el campeonato a seis equipos. Esta plaza única sería disputada anualmente en el primer semestre de cada año —unas semanas antes del inicio del torneo— por clubes no afiliados a la entidad, que jugarían entre sí, y el vencedor se enfrentaría al último clasificado del campeonato anterior. Si ganaba el equipo desafiante, este tomaría el lugar del equipo perdedor, que solo tendría la oportunidad de regresar el próximo año.
En 1903, el Sport Club Olympico, equipo disidente del Internacional, ganó la selección de ingreso al Club Athletico Internacional, de la ciudad de Santos, por 1-0, pero desistió de seguir participando. Así, el campeonato de ese año seguiría contando con cinco equipos.
Continuaba en disputa la «Copa Antonio Casimiro da Costa», nombre del fundador de la Liga Paulista de Fútbol, y que sería definitivamente propiedad del equipo que ganara tres campeonatos de liga.

## Equipos participantes
| Equipo             | Ciudad    | Fundación               |
| ------------------ | --------- | ----------------------- |
| Germânia           | São Paulo | 7 de septiembre de 1899 |
| Internacional      | São Paulo | 19 de agosto de 1899    |
| Mackenzie          | São Paulo | 18 de agosto de 1898    |
| Paulistano         | São Paulo | 29 de diciembre de 1900 |
| São Paulo Athletic | São Paulo | 13 de mayo de 1888      |

## Desarrollo

### Clasificación
| Pos. | Equipo             | Pts. | PJ | G | E | P | GF | GC | Dif. | Clasificación           |
| ---- | ------------------ | ---- | -- | - | - | - | -- | -- | ---- | ----------------------- |
| 1    | São Paulo Athletic | 13   | 8  | 6 | 1 | 1 | 21 | 5  | +16  | Final por el campeonato |
| 1    | Paulistano         | 13   | 8  | 6 | 1 | 1 | 14 | 4  | +10  | Final por el campeonato |
| 3    | Mackenzie          | 7    | 8  | 3 | 1 | 4 | 10 | 8  | +2   |                         |
| 4    | Internacional      | 4    | 8  | 2 | 0 | 6 | 8  | 27 | −19  |                         |
| 5    | Germânia           | 3    | 8  | 1 | 1 | 6 | 8  | 17 | −9   |                         |

 Fuente: RSSSF

### Final por el campeonato
Como en el torneo anterior, São Paulo Athletic y Paulistano fueron los equipos dominantes del torneo y, ambos empatados a 13 puntos en la clasificación general, debieron decidir el desempate en un partido final el 25 de octubre. Este duelo pasaría a la historia como el primer registro de una denuncia contra el arbitraje en Brasil.
Durante el partido, el árbitro Egídio de Souza Aranha no sancionó penal por una mano cometida por el inglés Walter Jeffery, del Athletic. Además, terminó el partido en el minuto 29 del segundo tiempo.
Después del partido, Renato Miranda, presidente del Paulistano, y Olavo de Barros, capitán del equipo, enviaron una carta de apelación a la LPF. La asamblea de representantes realizada en la entidad para resolver el caso estuvo presidida por Charles Miller, quien era capitán del São Paulo Athletic, y la denuncia fue presentada con base en el reglamento de la International Football Association Board inglesa, adoptado por la liga paulista, en el que el árbitro es soberano para decidir dentro del juego y sus decisiones son irrevocables. El Athletic alcanzó así su segundo título.
Insatisfechos con el veredicto, Renato Miranda y Olavo de Barros consideraron que Charles Miller no podía participar en la decisión por representar los intereses del Athletic y convocaron una asamblea interna para tomar la postura oficial de Paulistano, pero la mayoría de los socios prefirieron aceptar la decisión de la liga. Decepcionados, los dos líderes dimitieron inmediatamente de sus cargos.
| 25 de octubre de 1903 | São Paulo Athletic      | 2-1 | Paulistano     | Parque da Antarctica Paulista, São Paulo |                                    |
|                       | - Thiers (a.g.) - Poole |     | - Álvaro Rocha | Árbitro(s): Egídio de Souza Aranha       | Árbitro(s): Egídio de Souza Aranha |

| Campeón São Paulo Athletic |
| 2.do título                |